# Chiesa dei Santi Bernardo e Margherita a Fonseca
La chiesa dei Santi Bernardo e Margherita a Fonseca è una chiesa monumentale di Napoli, ubicata in vico Santa Margherita a Fonseca, nel quartiere Stella.

## Storia

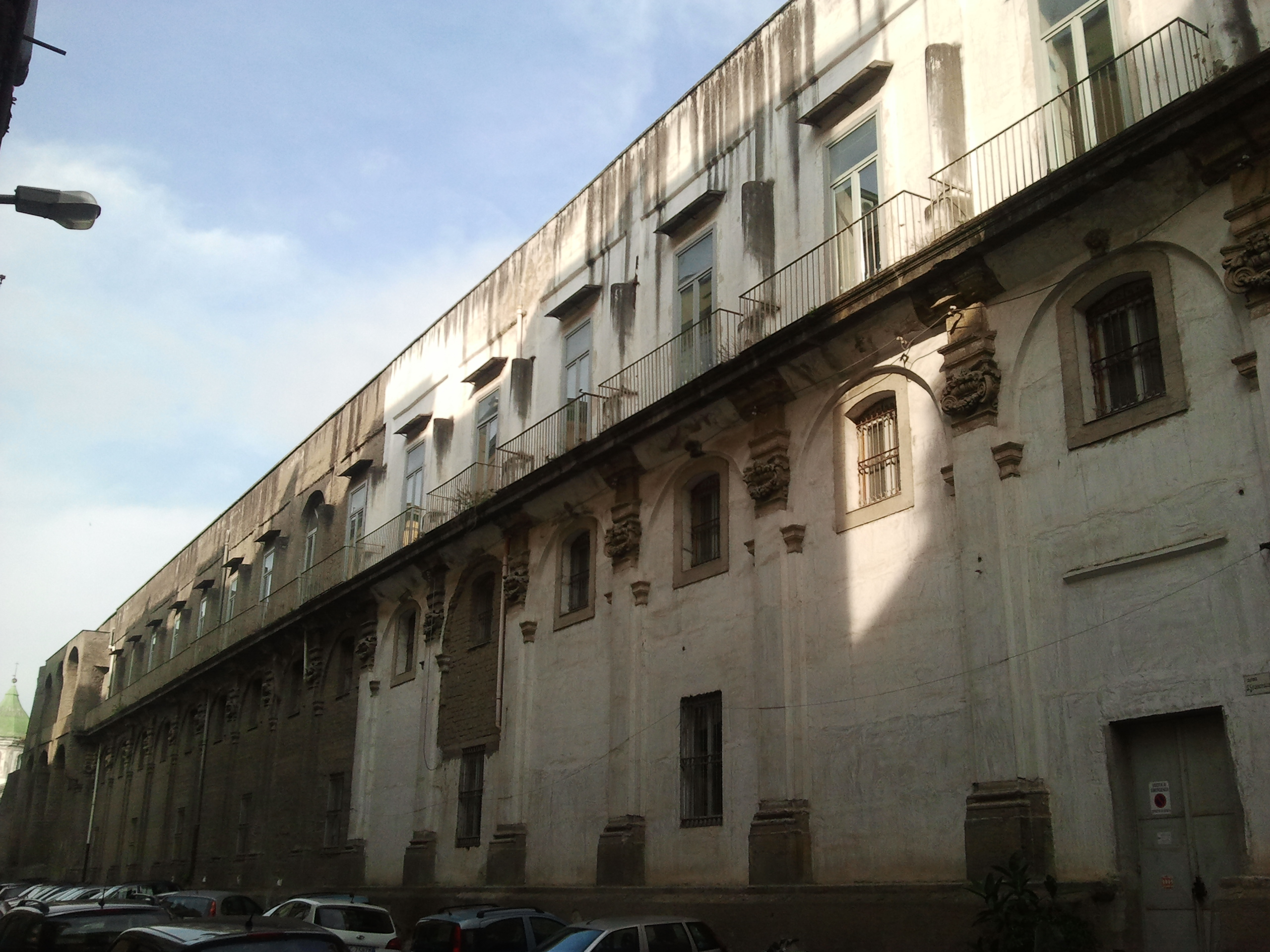
L'ex convento

Eretta a metà del XVII secolo dall'architetto Pietro De Marino, con aula e volta a botte, alla fine del secolo fu restaurata con l'aggiunta delle cappelle, di un ingresso laterale ed infine fu costruita una cupola nel presbiterio che modificò l'illuminazione primitiva.
Nel 1734 venne affidato a Domenico Vaccaro il compito di realizzare gli stucchi e gli arredamenti.
La scomparsa dell'attiguo ritiro di monache (riconvertito in scuola elementare) e il terremoto del 1980 hanno causato la chiusura del tempio ai fedeli per più di venti anni, durante i quali ignoti hanno predato i pregiati marmi e i preziosi arredi sacri, oltre ad un cospicuo numero di reliquie. Le tele di Paolo De Matteis, Nicola Malinconico, Jacopo Cestaro, Paolo Finoglio e della scuola di Francesco Solimena sono state trasferite e attualmente sono esposte al Museo civico di Castel Nuovo.
La struttura, lasciata a sé stessa con grave pericolo di crollo, è stata recuperata dopo anni di lavoro, alla fine dei quali, grazie alle pressioni del parroco della chiesa della Santissima Annunziata a Fonseca, l'edificio è stato riaperto con la funzione di oratorio parrocchiale, in un'area dove l'assenza di centri culturali alternativi alla strada (e di conseguenza alla delinquenza) è assai marcata.

## Il convento
Fu fondato nel 1634, quando un ritiro di trenta vedove votate alla vita di clausura, già creato nel tardo XVII secolo, si trasferì nella zona, all'epoca stramane (extra moenia in lingua napoletana) e di proprietà della nobile famiglia dei Fonseca, dai quali tutta la zona prende il nome.
Dal 1920 ospita il XIX Circolo Didattico Vincenzo Russo. Rimangono come visibili tracce del passato il bel portale coevo dalle linee morbide con lo stemma dell'antico monastero e i fregi originali lungo un lato dell'edificio che conserva anche l'originale muratura in tufo e le arcate cieche alternate a lesene sormontate da capitelli che ricalcano lo stile corinzio.
Al suo interno, nonostante le varie trasformazioni per adeguarlo a struttura scolastica, l'antico aspetto è ancora osservabile, a partire dal portale interno, decorato a marmi policromi, con ai lati le due finestre usate un tempo per permettere i contatti con l'esterno. Anche una "ruota" è ancora ubicata al suo posto. La cappella interna al convento mostra nonostante le spoliazioni il pomposo apparato decorativo settecentesco. Infine, sulla volta di alcuni ambienti non accessibili e non facenti parte del plesso scolastico sono conservate decorazioni a grotteschi.